# Mocsári sapkásgomba
A mocsári sapkásgomba (Mitrula paludosa) a Sclerotiniaceae családjába tartozó, Európában és Észak-Amerikában elterjedt, lápokon, sekély tavacskákban élő, nem ehető gombafaj. 

## Megjelenése
A mocsári sapkásgomba termőteste 3-8 cm magas. Fejrésze hosszúkás, szabálytalan (hengeres, bunkós, orsószerű, tojásdad) alakú; magassága 0,5-3 cm, szélessége 0,8 cm is lehet. Felszíne sima, egyenetlen. Színe fiatalon élénksárga, aranysárga vagy narancssárga; idősen kifakul.  
Tönkrésze 2-5 cm magas és 0,1-0,3 cm vastag. Alakja hengeres. Áttetszően fehéres színű, a tövénél néha barnás. 
Húsa viaszszerű, kissé áttetsző. Szaga és íze nem jellegzetes. 
Spórapora fehér. Spórája megnyúlt elliptikus vagy hengeres, sima, színtelen, mérete 10-15 x 2,5-4 µm. Az aszkuszokban 8 spóra található. 

### Hasonló fajok
A lengőke félgömbgomba, a sárga lapátgomba és a fenyő-sapkásgomba hasonlíthat hozzá.  

## Elterjedése és termőhelye
Európában és Észak-Amerikában honos. Magyarországon ritka.
Tavacskák, pocsolyák, lápok korhadó növényi anyagain (ágak, tobozok, mohák) nő. Az álló, viszonylag tiszta vizet kedveli. Áprilistól szeptemberig terem. 

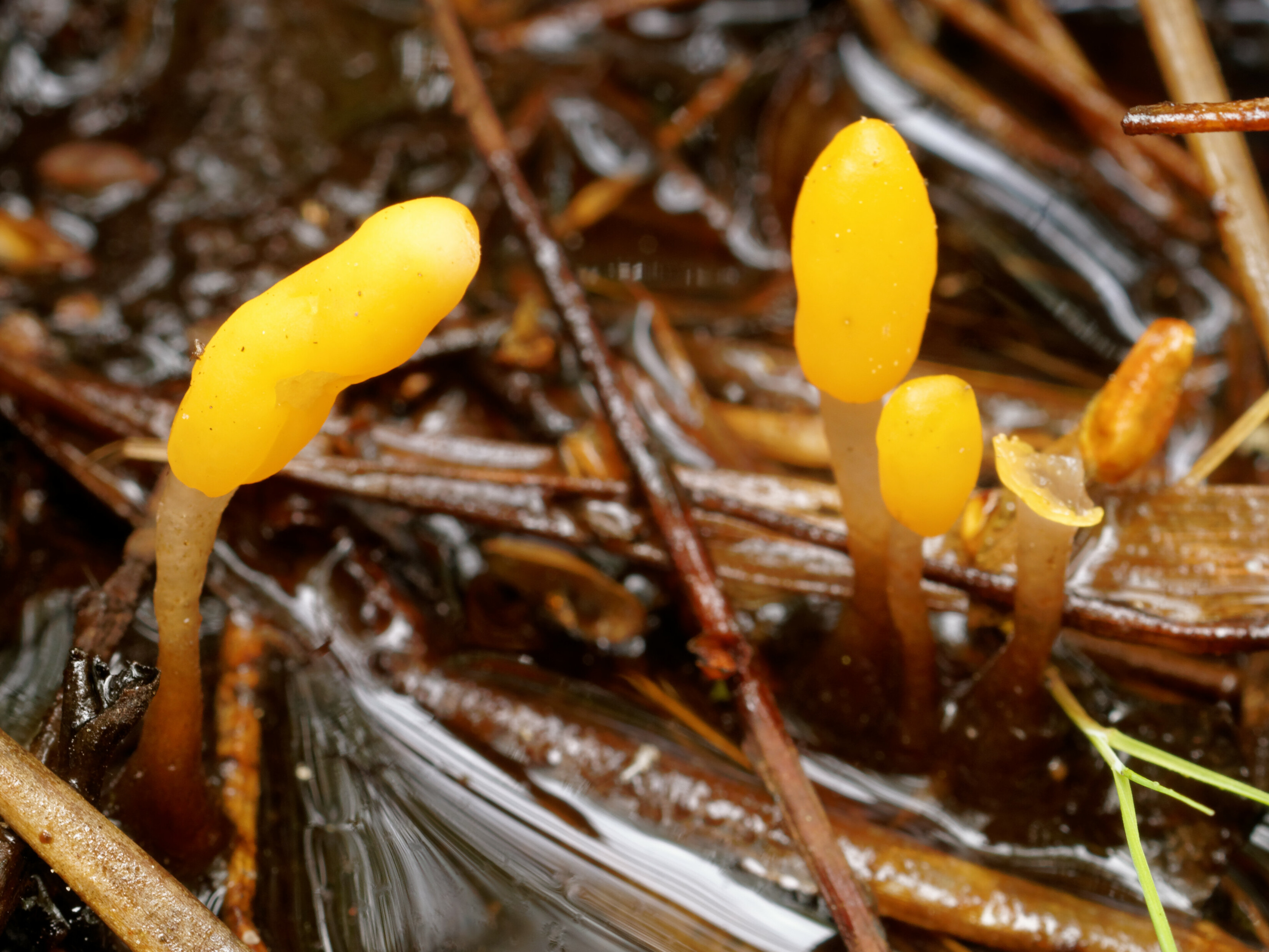
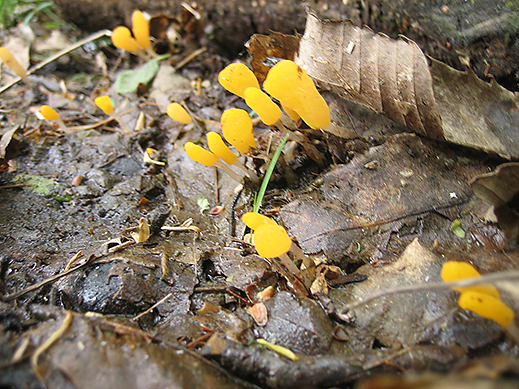
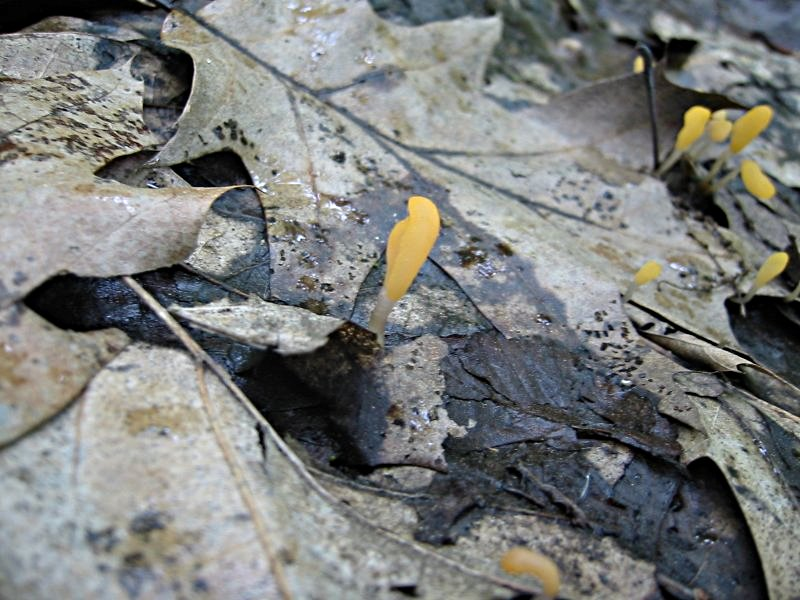
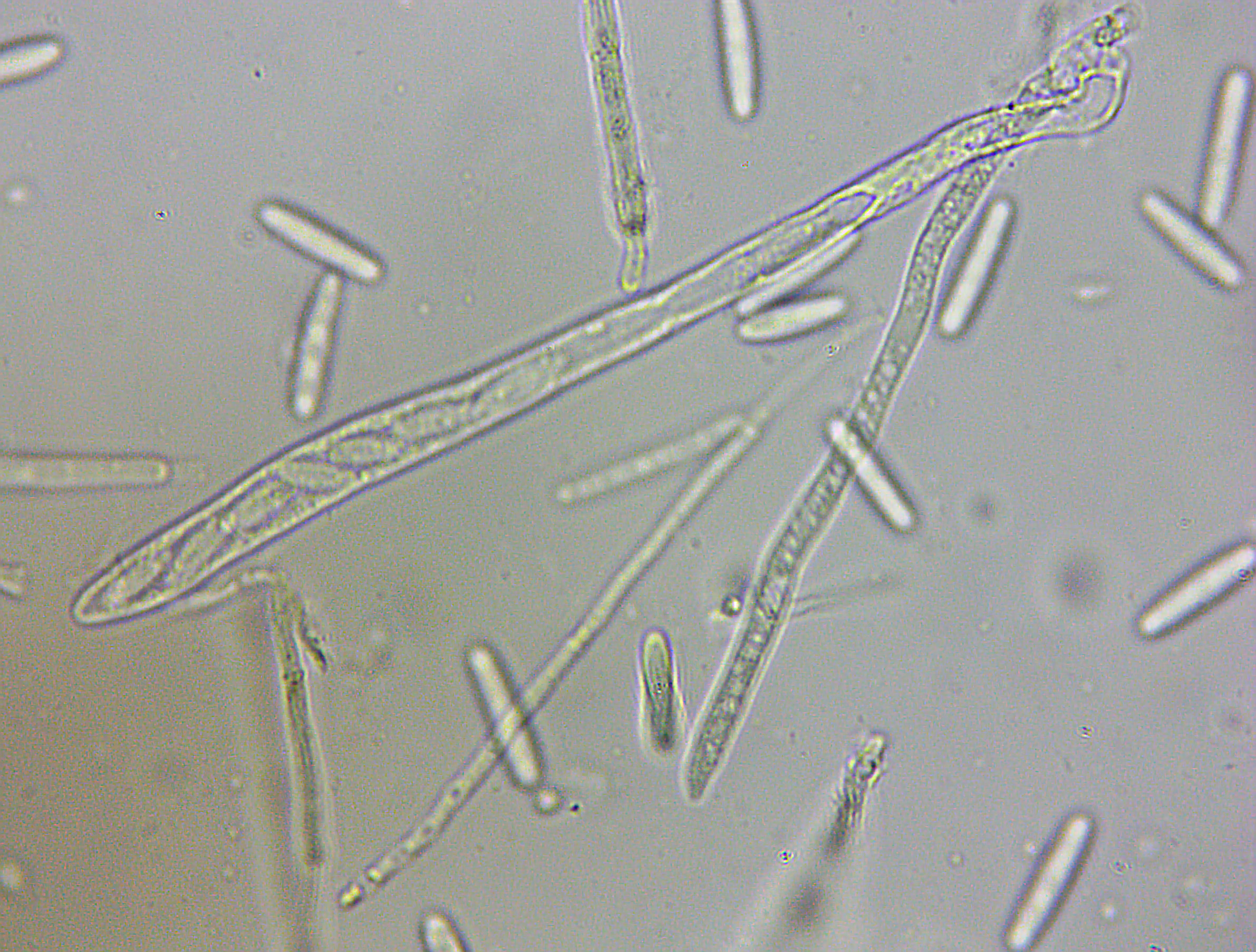
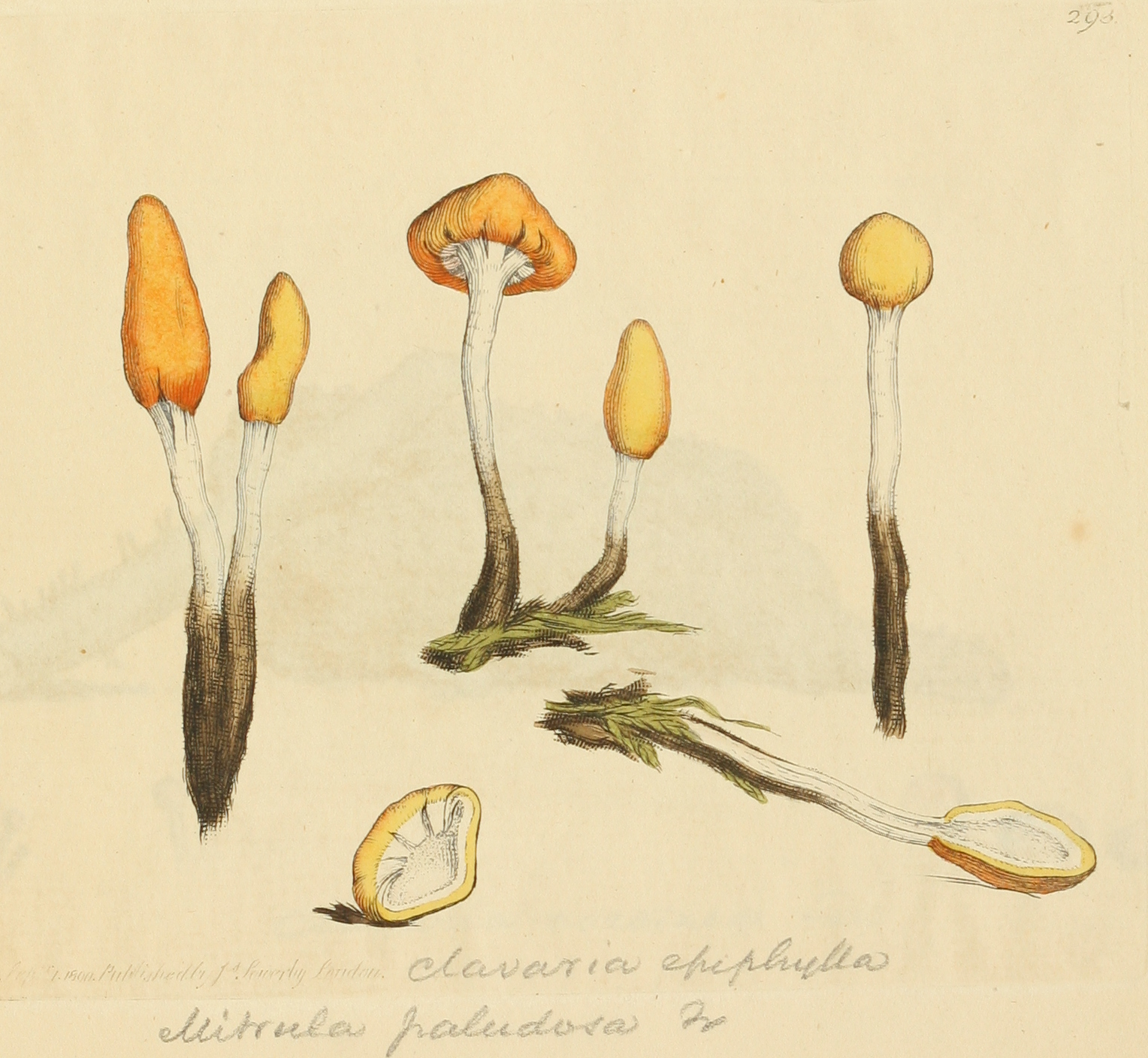

Nem ehető.  